# Comusia simillima
Comusia simillima är en skalbaggsart som beskrevs av Holzschuh 2005. Comusia simillima ingår i släktet Comusia och familjen långhorningar. Inga underarter finns listade i Catalogue of Life.